# Angika
L'angika (अंगिका)  ou chhika-chhiki est une langue parlée principalement en Inde dans la région Anga du Bihar et dans l'État du Jharkhand. Il est également parlé dans certaines parties de la région du Terraï au Népal et appartient à la famille des langues indo-aryennes orientales. Elle est étroitement liée à des langues comme le bengali, l'assamais, l'oriya, le maïthili et le magahi.
L'angika ne figure pas dans la 8e annexe de la constitution de l'Inde. Néanmoins, les mouvements linguistiques angikas ont préconisé son inclusion et une demande a été soumise au Gouvernement. L'angika s'écrit avec l'écriture alphasyllabaire devanagari. Historiquelment les écritures anga lipi (en) et kaïthi ont également été utilisés. 
L'animéité joue un rôle important dans la grammaire de l'angika.

## Territoire
L'angika est principalement parlé dans la région Anga qui comprend les districts de Munger, de Bhagalpur et Banka du Bihar et la division de Santhal Pargana (en) du Jharkhand. Ses locuteurs s'élèvent à environ quinze millions de personnes. En plus de la région d'Anga, il est également parlé dans certaines parties du district de Purnia du Bihar, où il est cependant minoritaire car le district est majoritairement maïthil,. Outre les États indiens du Bihar et du Jharkhand, il est également parlé comme langue minoritaire au Népal, dans le district de Morang, dans le Terraï. Lors du recensement de 2011 du Népal (en), 1,9% de la population de Morang a déclaré l'angika comme langue maternelle .

## Relation avec le maïthili
En 1903, l'angika est classé comme un dialecte du maïthili par George A. Grierson (en) dans l'Étude linguistique de l'Inde (en). Cependant, les locuteurs de l'angika affirment aujourd'hui leur statut de langue indépendante. Au début du XXe siècle, alors que les partisans de la langue maïthili dans le Bihar exigent l'utilisation du maïthili comme langue d'enseignement à l'école primaire, la population parlant angika refuse de les soutenir, favorisant plutôt l'éducation en hindi. Dans les années 1960 et 1970, alors que les locuteurs maïthili exigent la création d'un État mithila distinct, les locuteurs angika et bajjika font des contre-demandes pour la reconnaissance de leurs langues.
Les partisans du maïthili estiment que le gouvernement du Bihar (en) et la paroisse pro-Hindi Bihar Rashtrabhasha Parishad ont promu l'angika et le bajjika comme langues distinctes afin d'affaiblir le mouvement linguistique maïthili ; beaucoup d'entre eux considèrent encore le bajjika comme un dialecte du maïthili. La plupart des membres des castes brahmanes maïthiles et Karan Kayastha (en) soutiennent plutôt le mouvement maïthili, tandis que les membres d'autres castes de la région Mithila estiment que l'angika et le bajjika sont leurs langues maternelles, tentant de rompre avec l'identité régionale basée sur le maïthili.

## Statut officiel
L'angika a le statut de deuxième langue d'État dans le Jharkhand depuis 2018. Il partage ce statut avec quinze autres langues, dont le maïthili,.